# Chișineu-Criș

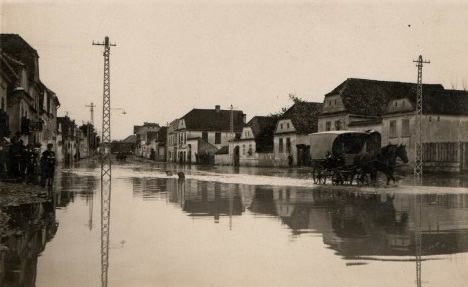
Chișineu-Criș während der Flut von 1932

Chișineu-Criș [ˈkiʃineu kriʃ] (ungarisch Kisjenő) ist eine Stadt im Kreis Arad, im Kreischgebiet, im Westen Rumäniens.

## Geographische Lage
Chișineu-Criș liegt im Westen Rumäniens, im Osten der Großen Ungarischen Tiefebene, beidseits des Flusses Crișul Alb (Weiße Kreisch). Die Kreishauptstadt Arad befindet sich etwa 40 km südlich.

## Geschichte
Das Gebiet der heutigen Stadt ist seit spätestens 500 v. Chr. besiedelt. Weitere archäologische Funde stammen aus dem 3.–5. sowie dem 10./11. Jahrhundert. Die heutige Stadt wurde 1202 unter dem Namen villa Jeneusol erstmals urkundlich erwähnt. Der Ort gehörte damals zum Königreich Ungarn. Am 9. Mai 1735 fand südwestlich von Chișineu-Criș eine Schlacht zwischen 1.500 aufständischen rumänischen, ungarischen und serbischen Bauern unter Führung von Petru Seghedinat aus Pecica einerseits und habsburgischen Einheiten andererseits statt. Am 13. August 1849 kapitulierten in der Nähe des Ortes große Teile der ungarischen Revolutionsarmee vor dem österreichischen Heer.
Die heutige Stadt bestand ursprünglich aus zwei Ortsteilen, Chișineu-Criș nördlich der Weißen Kreisch und Pădureni (ungarisch Erdőhegy) südlich davon. Zwischen den Weltkriegen wurden beide Dörfer administrativ vereinigt. Chișineu-Criș kam nach Ende des Ersten Weltkrieges an Rumänien und wurde 1968 zur Stadt erklärt.
Die wichtigsten Erwerbszweige sind die Landwirtschaft, die Elektro- und die metallverarbeitende Industrie.

## Bevölkerung
1850 wohnten auf dem Gebiet der heutigen Stadt 5610 Personen, davon 2997 Rumänen, 2457 Ungarn und 48 Deutsche. 1992 erreichte die Bevölkerungszahl mit 9021 ihren Höhepunkt und ist seitdem langsam rückläufig. Bei der Volkszählung 2002 wurden in Chișineu-Criș 8343 Einwohner registriert, darunter 6007 Rumänen, 2006 Ungarn, 261 Roma, 35 Deutsche und 25 Slowaken. 6556 Personen lebten in der eigentlichen Stadt im engeren Sinne, 1787 im eingemeindeten Ort Nădab.

## Verkehr
Auf dem Territorium der Stadt liegen drei Bahnhöfe. An der Strecke von Arad nach Oradea halten im Bahnhof Chișineu-Criș auch Eilzüge, in Nădab nur Nahverkehrszüge. In der Stadt zweigt außerdem eine Nebenbahn nach Grăniceri an der ungarischen Grenze ab, die früher weiter nach Kétegyháza führte. An dieser Strecke liegt der Bahnhof Pădureni Arad. Durch die Stadt führt die Europastraße 671 (zugleich Nationalstraße Drum național 79)  von Timișoara nach Satu Mare. Hiervon zweigt die Nationalstraße Drum național 79A nach Békéscsaba in Ungarn ab.

## Sehenswürdigkeiten
- Die Kirche Înălțarea Domnului (18. Jahrhundert)

## Persönlichkeiten
- Wolfgang Radnai (1848–1935), römisch-katholischer Geistlicher
- Ernő Balogh (1882–1969), Geologe
- Adalbert Boros (1908–2003), römisch-katholischer Erzbischof
- Sergiu Samarian (1923–1991), Schachspieler